# Sinal de Cullen

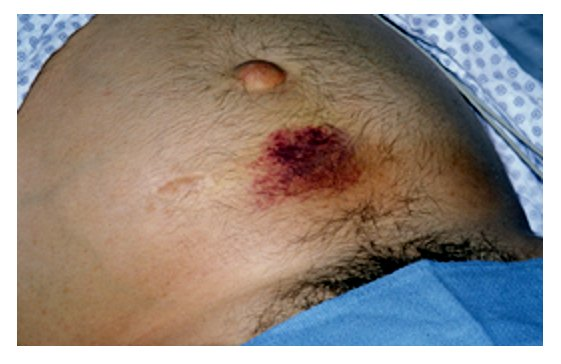
Sinal de Cullen

O Sinal de Cullen é um sinal médico que é caracterizado  equimoses azuis-pretas na região periumbilical devido à hemorragia retroperitoneal, associada principalmente à ruptura de gravidez ectópica, mas também eventualmente presente na pancreatite aguda.
Na pancreatite aguda, este sinal leva 24-48 horas para aparecer e prediz um ataque severo da inflamação, com taxa de mortalidade crescendo de 8-10% para 40%. Pode ser acompanhado pelo Sinal de Grey-Turner (equimoses nos flancos).
O sinal foi descrito pelo obstetra Dr. Thomas. S. Cullen (1869-1953) em 1916.
Em Trauma Abdominal 
Entende-se por trauma abdominal o resultado de descarga significativa de energia sobre o abdome, acarretando lesão, podendo ser gerada por agentes mecânicos, químicos, elétricos ou irradiações. 
Trauma abdominal fechado: essas lesões apresentam-se muitas vezes “mascaradas” e de difícil suspeição por parte do socorrista quando comparadas às lesões abertas. Ocorrem basicamente devido às forças de compressão ou cisalhamento. Na compressão, os órgãos são compactados entre estruturas sólidas, já no cisalhamento as forças provocam o rompimento dos ligamentos que promovem a fixação dos órgãos, ou ainda pela energia de tração que supere a capacidade de distensão dos órgãos. 
Durante a exposição do paciente, o socorrista deve estar atento para sinais de lesão em partes moles, nos flancos do abdome ou mesmo no dorso. Lesão por contenção do cinto de segurança em geral indica descarga relevante de energia, com possibilidade de lesão por cisalhamento ou compressão. Sinal de Grey-Turner (equimose que acomete os flancos) e sinal de Cullen (equimose periumbilical) são característicos de sangramento retroperitoneal. 